# Eupithecia mandschurica
Eupithecia mandschurica (en japonés, ヤスジカバナミシャク) es una especie de polilla de la familia Geometridae. La especie fue descrita por primera vez por Otto Staudinger habiendo sido descrita en 1897, con distribución en Rusia y Japón. El sintipo de la especie fue descrita en los alrededores de Vladivostok. Se confunde con frecuencia con otras especies de la región, Eupithecia absinthiata y Eupithecia interpunctaria.
Es una polilla pequeña con una envergadura de unos 21 milímetros (0,8 plg). 

## Distribución
Un sintipo de la especie fue descrita en el Gran Jingan a 1300 metros (4265,1 pies) de altura, en los alrededores del río Amur y del nombre de la montaña recibió su nombre taxonómico. Otro sintipo, nombrado Eupithecia korbi en 1910, fue descrito en la aldea Kazakevichevo, a orillas del río Amur en la frontera entre Rusia y China.